# Liste der Kulturdenkmäler in Kappel (Hunsrück)
In der Liste der Kulturdenkmäler in Kappel sind alle Kulturdenkmäler der rheinland-pfälzischen Ortsgemeinde Kappel aufgeführt. Grundlage ist die Denkmalliste des Landes Rheinland-Pfalz (Stand: 27. Oktober 2023).

## Einzeldenkmäler
| Bezeichnung                                | Lage                                         | Baujahr                     | Beschreibung | Bild                           |
| ------------------------------------------ | -------------------------------------------- | --------------------------- | --- | ------------------------------ |
| Katholische Pfarrkirche Hl. Dreifaltigkeit | Kastellauner Straße 3 Lage                   | 1898/99                     | neugotische Halle, 1898/99, Architekt Eduard Endler, Köln                                                            | weitere Bilder Fotos hochladen |
| Heimathaus Krone                           | Kastellauner Straße 4 Lage                   | Anfang des 19. Jahrhunderts | stattlicher abgewalmter Mansarddachbau, Fachwerk, teilweise verschiefert, Anfang des 19. Jahrhunderts                | Fotos hochladen                |
| Backhaus                                   | Kastellauner Straße 5 Lage                   | 1882                        | Putzbau, teilweise verschiefert, Erdgeschosshalle, bezeichnet 1882; rückwärtig Krüppelwalmdachbau, Fachwerk, 1910/20 | weitere Bilder Fotos hochladen |
| Evangelische Pfarrkirche                   | Kastellauner Straße 7 Lage                   | 1747                        | barocker Saalbau, bezeichnet 1747                                                                                    | weitere Bilder Fotos hochladen |
| Pfarrhaus                                  | Kastellauner Straße 17 Lage                  | 1907                        | ehemaliges evangelisches Pfarrhaus; Putzbau, bezeichnet 1907                                                         | BW                             |
| Wohnhaus                                   | Kirchberger Straße 11 Lage                   | Anfang des 19. Jahrhunderts | abgewalmter Mansarddachbau, Fachwerk verschiefert, Anfang des 19. Jahrhunderts; Votivkreuz, bezeichnet 1824          | BW                             |
| Wohnhaus                                   | Zeller Straße 7 Lage                         | 18. oder 19. Jahrhundert    | Fachwerkhaus, 18. oder 19. Jahrhundert, Stall bezeichnet 1881; bauliche Gesamtanlage                                 | BW                             |
| Wohnhaus                                   | Zeller Straße 11 Lage                        | 18. Jahrhundert             | Fachwerkbau unter Mansarddach, voll verschiefert, 18. Jahrhundert                                                    | BW                             |
| Kreuz                                      | nordöstlich von Kappel auf dem Friedhof Lage | Ende des 19. Jahrhunderts   | Basaltkreuz, neugotisch                                                                                              | BW                             |